# Campanula phrygia
Campanula phrygia är en klockväxtart som beskrevs av Hippolyte François Jaubert och Édouard Spach. Campanula phrygia ingår i släktet blåklockor, och familjen klockväxter. Inga underarter finns listade i Catalogue of Life.